# Louis-Augustin Bosc d'Antic

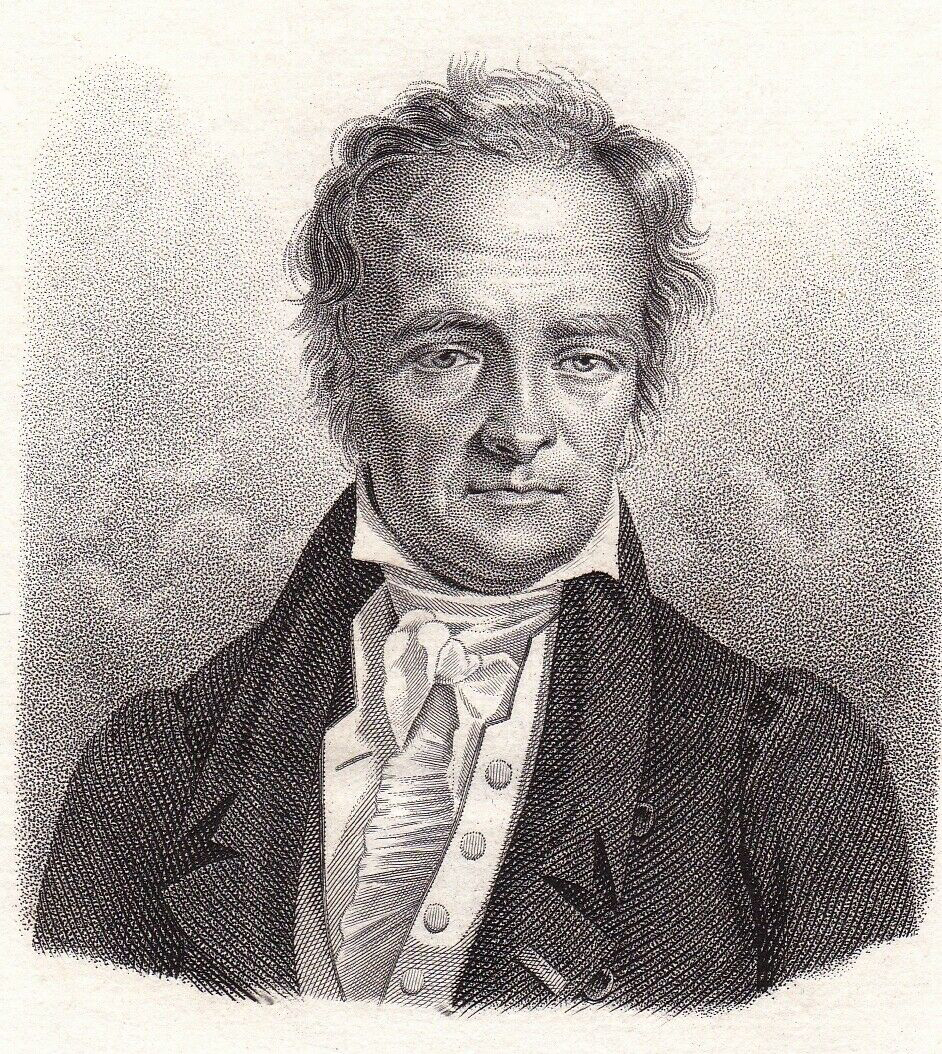
Louis-Augustin Bosc d'Antic

Louis-Augustin Guillaume Bosc d'Antic (Parijs, 29 januari 1759 - aldaar, 10 juli 1828) was een Frans natuurhistoricus en hoogleraar. Hij hield zich vooral bezig met landbouwgewassen, met name met de wijnbouw, maar had een zeer brede wetenschappelijke belangstelling. Hij stond in contact met de belangrijkste natuurhistorici en plantkundigen van zijn tijd, en woonde en werkte een paar jaar in de Verenigde Staten. Hij legde verschillende belangrijke natuurhistorische verzamelingen aan en ontdekte een aantal nieuwe soorten.
Tijdens de Franse Revolutie was hij bevriend met enkele prominente revolutionairen, waaronder Madame Roland. Hij bood verschillende girondijnse politici onderdak toen ze tijdens de Terreur uit Parijs moesten vluchten.  

## Biografie
Louis-Augustin Bosc d'Antic, vaak Bosc genoemd, was de zoon van de arts en scheikundige Paul Bosc d’Antic (1726-1784). Hij studeerde in Dijon, waar hij een leerling was van de botanicus Jean-François Durande en de apotheker Louis-Bernard Guyton de Morveau. Hij werkte eerst (1777) voor het ministerie van financiën en daarna bij de posterijen, waar hij in 1778 algemeen secretaris werd.
Hij volgde cursussen plantkunde bij Antoine Laurent de Jussieu en maakte kennis met René Louiche Desfontaines en Pierre Marie Auguste Broussonet. Ook onderhield hij nauwe betrekkingen met Johann Christian Fabricius en de botanicus André Michaux. Hij raakte goed bevriend met het echtpaar Jean Marie Roland en Madame Roland, beiden amateur plantkundigen en later prominente revolutionairen.
Hij weigerde de kans om met Jean-François de La Pérouse deel te nemen aan dienst expeditie rond de wereld. Hij was in 1787 een van de oprichters van het eerste Linnaeus-genootschap ter wereld, de Société linnéenne de Paris. Dit genootschap werd ontbonden in 1789.

## De Terreur en Amerika
Toen zijn vriend de girondijnse politicus Jean-Marie Roland in 1792 minister van binnenlandse zaken werd, kreeg Bosc d'Antic een hoge positie in de posterijen. In september 1793, een paar maanden na de val van de girondijnen, werd hij ontslagen. Tijdens de Terreur nam hij zijn toevlucht in de Sainte-Radegonde priorij in het bos van Montmorency, een gebied dat hij door zijn natuurhistorisch veldonderzoek goed kende. Hier bood hij een onderduikadres aan een aantal girondijnen die uit Parijs waren gevlucht, waaronder Jean-Marie Roland en Louis Marie de La Révellière-Lépeaux. Na de dood van het echtpaar Roland (zij stierven beiden in 1793) werd hij de voogd van hun minderjarige dochter Eudora met wie hij ook kort verloofd was. Hij verzorgde in 1795 de eerste uitgave van de beroemde memoires van Madame Roland; het manuscript hiervan, en het manuscript van de memoires van Charles Barbaroux, had hij jarenlang verborgen weten te houden.
Toen zijn voormalige onderduiker La Revellière-Lépeaux in 1796 onder de Directoire lid werd van de Raad van Vijfhonderd, regelde hij voor Bosc d’Antic toestemming om naar Amerika te vertrekken. Daar wilde hij zich in Charleston voegen bij zijn vriend de botanicus André Michaux. Tot Boscs grote teleurstelling was Michaux net uit Amerika vertrokken toen hij in Charleston aankwam. In 1797 werd hij benoemd tot  Frans vice-consul in Wilmington en in 1798 tot consul in New York. Al die tijd bleef hij aandacht besteden aan natuurlijke historie en verzamelde hij veel natuurhistorisch materiaal. Hij ontdekte en benoemde alleen al in South Carolina vier soorten kikkers, drie soorten schildpadden, drie soorten vissen en één hagedissensoort. 

## Terugkeer naar Frankrijk

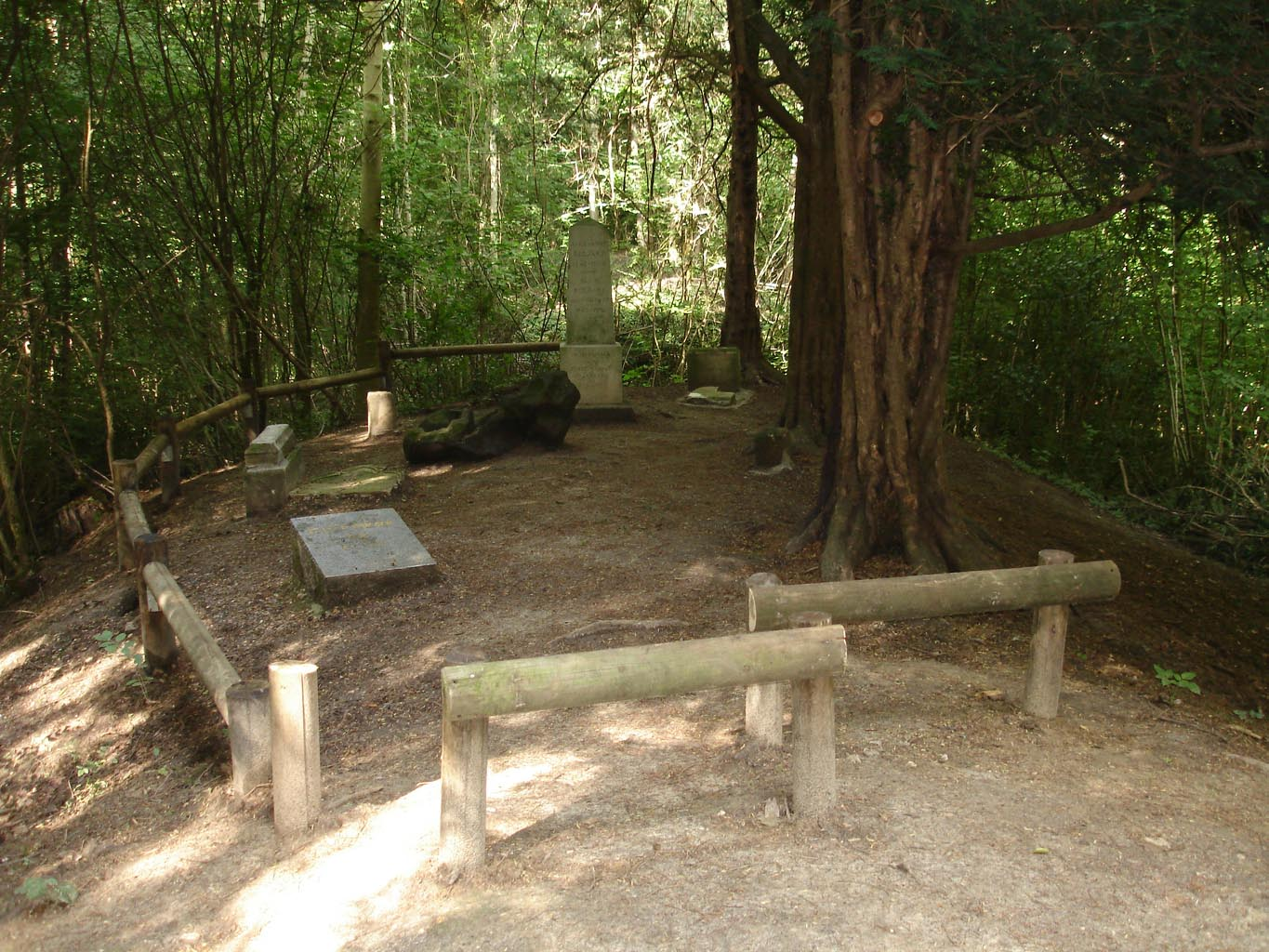
Graf van Bosc d'Antic in het bos van Montmorency

In 1799 keerde Bosc d'Antic terug naar Frankrijk. Hij was een tijd directeur van ziekenhuizen en gevangenissen. Hij gaf zijn collecties aan bevriende vakgenoten: Fabricius en Guillaume-Antoine Olivier kregen de insecten, François Marie Daudin de vogels, Pierre André Latreille de reptielen en Graaf Lacépède de vissen. Hij maakte een reis door Zwitserland en Italië, waar hij wetenschappelijke waarnemingen deed. 
In 1803 werd hij dankzij Georges Cuvier inspecteur van de tuinen en kwekerijen van Versailles, en in 1806 van de kwekerijen die onder de verantwoordelijkheid van het ministerie van Binnenlandse Zaken vielen. In 1806 werd hij verkozen tot lid van de Academie van Wetenschappen in de sectie plattelandseconomie. In 1825 volgde hij André Thouin op als professor van plantculturen (d.w.z. landbouw, bosbouw en tuinbouw) bij het Nationaal Natuurhistorisch Museum in Parijs. Hij publiceerde veel over landbouw, met name de wijnbouw, en leverde bijdragen aan handleidingen en encyclopedieën.  Behalve over plantkunde publiceerde hij ook boekdelen over schelpen, wormen en schaaldieren als onderdeel van de revisie van de natuurlijke historie van Buffon.
Bosc was sinds 1820 ziek en stierf in 1828. Hij ligt begraven op een kleine begraafplaats in het bos van Montmorency, bij de stad Saint-Prix (Val-d'Oise).
In de botanische nomenclatuur is zijn auteursaanduiding 'bosc'.

## Externe bronnen
- (en) Bosc, Louis-Augustin Guillaume. In: South Carolina Encyclopedia
- (fr) Louis-Augustin Guillaume Bosc d'Antic.  In: Larousse en ligne